# 齿颌眶棘鲈
齿颌眶棘鲈（学名：Scolopsis ciliatus）为眶棘鲈科眶棘鲈属的鱼类。分布于印度洋北部沿岸、东至印度尼西亚、北至中国，包括南海、台湾海峡等海域。